# NASCAR Arcade
NASCAR Arcade, também chamado de NASCAR Rubbin' Racing em alguns países, é um jogo eletrônico de arcade lançado pela Sega em 2000.
O jogo roda na placa Sega Hikaru, possui quatro veículos para escolha (Pontiac Grand Prix, Ford Taurus, Chevrolet Monte Carlo e Pontiac Firebird), três circuitos para escolha (Talladega Superspeedway, Richmond International Raceway e Watkins Glen International) além de uma pista secreta da Sega desbloqueada após 700 jogos, o jogo é baseado na temporada de 1999 da NASCAR Cup Series.